# シャック・ハルトマン波面センサ

原理の概略図。上方から鉛直に伝播してきた光が完全な平面波であれば、レンズレット・アレイによって集光されて等間隔のスポットとなる。図のように波面が乱れていれば、位相の勾配に応じてスポットの変位（図の Δx）が生じる。

レンズレットのはたらき。

シャック・ハルトマン波面センサ（ハルトマン・シャックとも。英: Shack–Hartmann wavefront sensor）とは、イメージングシステムの特性を評価するための光学機器。補償光学系の波面センサとして広く使われている。

## 概要
焦点距離の等しい小レンズを多数格子状に並べたレンズレット・アレイを備えている（右図参照）。それぞれのレンズレットが集光した結像点の位置を光子センサ（通常CCDアレイまたはCMOSアレイ、もしくはクワッドセル）によって検出する。センサがレンズレットの幾何学的焦点面に配置されており、光度が均一であるなら、像重心の位置は波面勾配の面積分に比例した分だけ変位する。このように波面の局所的なティルトをサンプリングすることにより、いかなる位相収差を持つ波面であっても近似的に再現することができる。ただしシャック・ハルトマンセンサが測定するのは波面の勾配のみであり、波面の不連続な段差は検出されない。

### 歴史
波面センサは1900年にヨハネス・ハルトマンが作ったハルトマンマスクを改良したものである。ハルトマンは多数の穴が開いたマスクを大型望遠鏡に組み込み、光学系に沿ってそれぞれの光線を追跡することで画像の品質を評価した。ローランド・シャックとベン・プラットは1960年代の後半にマスク開口部をレンズレット・アレイで置き換えた。シャックらは「ハルトマンスクリーン」という呼び名を提案していた。その基本原理はホイヘンスよりさらに古いと見られており、オーストリアのイエズス会に所属した哲学者クリストフ・シャイナーによって書き残されている。
　近年では、光学製造分野での波面測定において、従来のデファクトスタンダードである干渉計から、より安価・高速なシャック・ハルトマン波面センサへの移行が進んでいる。シャック・ハルトマン波面センサは、小さなセグメントに分割して高速で歪みや変化を検出できるため、干渉計より優れた部分も多く、光学製造や調整、品質管理においてより効率的な測定が可能となり、さらなる技術革新が期待されている。

## 応用
シャック・ハルトマンセンサは天体望遠鏡や顕微鏡の補正用として、あるいは複雑な屈折異常を矯正する角膜手術の事前検査用として用いられている。またプラズマ中の電子密度測定に応用された例もある。

### 光学
シャック・ハルトマン波面センサは精密光学機器の研究・開発や製造の分野での利用が多い。特に、光学メーカーや研究機関は、波面センサを利用した高精度な光学系の評価や補正技術の開発を進めている。天文学分野では望遠鏡の適応光学に、製造分野ではレーザー加工の最適化に貢献している。近年では、日本の研究者・企業がさらに精密な波面測定を可能にする新しい技術や改良されたアルゴリズムを開発し、波面センサの性能を向上させている。
製品の例では、パルステック工業・PWS-1000、パルステック工業・PWS-500 等があり、国内外の研究開発及び生産プロセスの効率化に貢献。これにより、より高い解像度とスピードで波面を解析し、リアルタイムでの光学系の補正が実現。

### 医療
2010年代の初め、パンプローナらは眼球レンズの収差を測定する逆シャック・ハルトマン系を開発し、特許を取得した。通常のシャック・ハルトマン系ではレンズレットがセンサ面に作る光点列の変位から波面の局所的な勾配を測定するが、逆シャック・ハルトマン系では光点列が高解像度の端末ディスプレイ（携帯電話スクリーンなど）に表示され、それをユーザがレンズレット・アレイを通して見る。ユーザは画面上の光点を操作して（すなわち目に入射する波面を調整して）、眼球内でスポットすべてを重ねる。光点のシフト量から曲率半径などの1次パラメーターが推定でき、それによってデフォーカスや球面収差による誤差を見積もることができる。